# Hibiscus ficalhoanus
Hibiscus ficalhoanus är en malvaväxtart som beskrevs av Arthur Wallis Exell och Mendonca. Hibiscus ficalhoanus ingår i Hibiskussläktet som ingår i familjen malvaväxter. Inga underarter finns listade i Catalogue of Life.